# Stiphodon semoni
 Stiphodon semoni és una espècie de peix de la família dels gòbids i de l'ordre dels perciformes.

## Morfologia
Els mascles poden assolir els 4,6 cm de longitud total.

## Distribució geogràfica
Es troba a Indonèsia, les Filipines, Nova Guinea, Salomó i Nova Caledònia.